# Katharine Berkoff
Katharine Berkoff (Missoula, 28 de janeiro de 2001) é uma nadadora estadunidense.

## Carreira
Berkoff competiu no Campeonato da Divisão I da NCAA de 2021 em março. Ela ganhou a medalha de ouro nos 100 anos costas e terminou em sexto nos 200 anos costas. Ela ganhou medalhas de ouro no revezamento medley feminino de 200 anos e no revezamento medley feminino de 400 anos. Ela ganhou uma medalha de bronze no revezamento livre feminino de 200 anos.
Berkoff competiu no Campeonato da Divisão I da NCAA de 2022 em março. Ela ganhou a medalha de ouro nos 100 anos costas, quebrando o recorde da NCAA. Ela também ganhou a medalha de bronze nos 100 anos livre. Berkoff ganhou medalhas de prata no revezamento medley feminino de 200 anos e no revezamento medley feminino de 400 anos. Ela ganhou uma medalha de bronze no revezamento livre feminino de 200 anos.
Em julho de 2023, Berkoff competiu no Campeonato Mundial de 2023. Nos 100 m costas, ela ganhou a medalha de bronze. No revezamento 4 × 100 m medley misto, ela nadou nas eliminatórias, e a equipe americana terminou em terceiro na final, ganhando uma medalha de bronze. Nos 50 m costas, Berkoff terminou em quinto. No revezamento 4 × 100 m medley feminino, ela nadou nas eliminatórias, e a equipe americana terminou em primeiro na final, ganhando uma medalha de ouro.